# Bořek Šípek

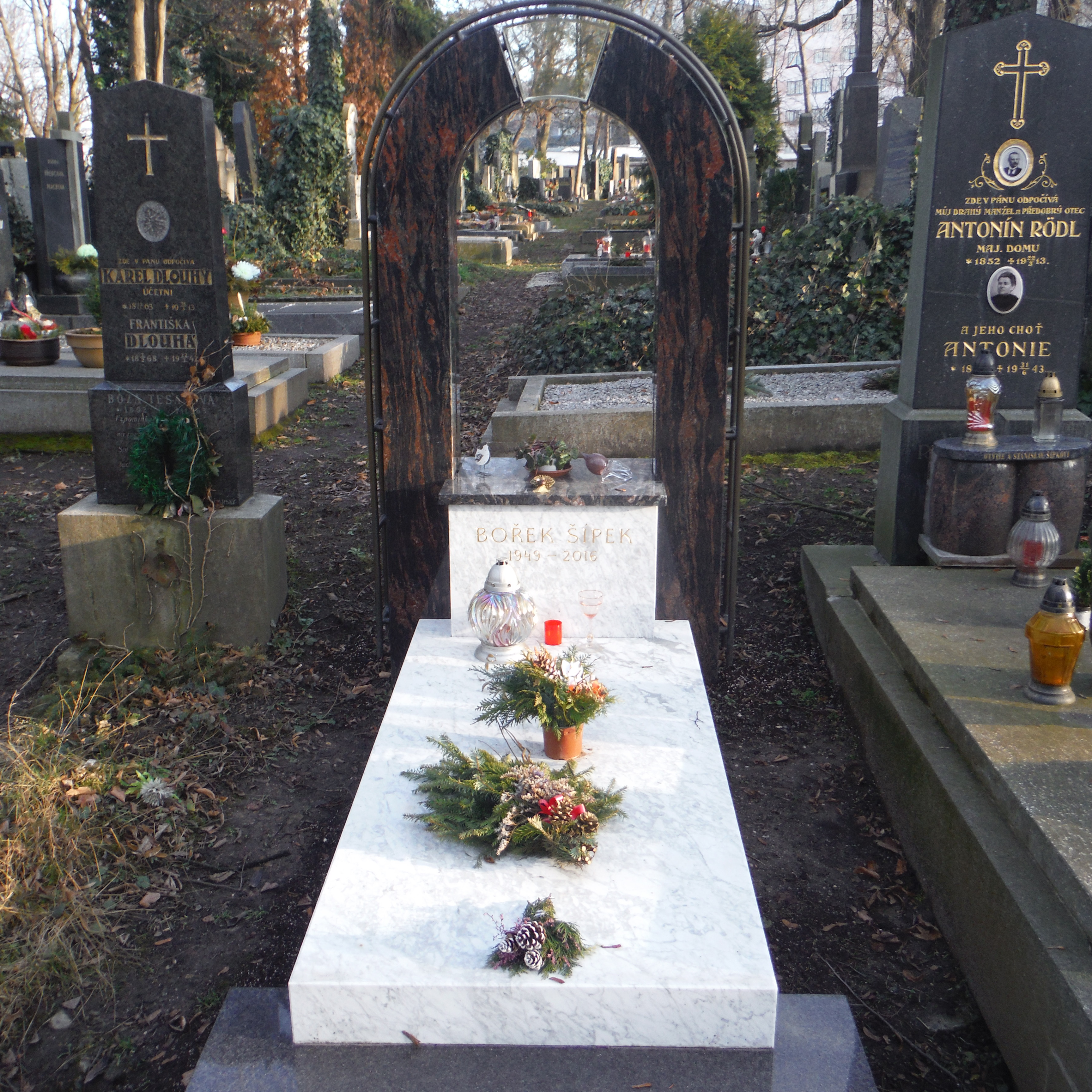
Hrob Bořka Šípka na Olšanských hřbitovech

Bořek Šípek (14. června 1949 Praha – 13. února 2016) byl český výtvarník, architekt, designér a vysokoškolský učitel, známý zejména jako tvůrce skleněných uměleckých objektů a nábytku nebo jako hlavní architekt správy Pražského hradu z období prezidenta Václava Havla (1992–2002). Byl také uměleckým ředitelem společnosti Czech Deco Team – sdružení architektů, designérů, výrobců a dovozců designového nábytku, kteří se rozhodli spolupracovat na společných realizacích a přispět k propagaci českého designu.

## Životopis
Narodil se 14. června 1949 v Praze. Dětství Bořka Šípka ovlivnilo směrem k samostatnosti a odpovědnosti. Jako sedmiletý se musel vyrovnat se smrtí svého otce a o devět let později pak zemřela i jeho matka. (Oba jeho rodiče zemřeli na rakovinu.) Do rodiny Roubíčkových jej přivedla jeho spolužačka (dcera pana Roubíčka) Michaela Lesařová–Roubíčková. Bořkovým poručníkem se stal René Roubíček, sklářský mistr, který přispěl k tomu, že si Bořek Šípek na prahu dospělosti zvolil sklářství jako svůj obor.
V roce 1968 po absolvování oboru truhlářství na Střední uměleckoprůmyslové škole na Žižkově náměstí v Praze jako devatenáctiletý emigroval se svou sestrou do Německa, kde žil do roku 1983. Zde vystudoval architekturu (v Hamburku) a zároveň s tím studoval i filosofii (ve Stuttgartu). V roce 1979 získal doktorát na Fakultě architektury na Technické univerzitě v Delfách. Hovořil pěti jazyky.
V roce 1983 přesídlil do Amsterdamu. Tam založil vlastní architektonické a designové studio Aletrego. V Nizozemsku se Bořek Šípek oženil s anglickou tanečnicí a choreografkou Bambi Uden. Z manželství se narodili synové Milan a Dalibor. Na počátku 80. let si Bořka Šípka vybrala v Nizozemsku italská designérská nábytkářská firma Driade jako jednoho ze svých dvorních návrhářů. Firma zajistila masivní reklamní kampaň a prodávala jeho produkty. Rychle přibývaly i další významné světové firmy.
V roce 1989 založil v Praze své nové umělecké studio. V Novém Boru v roce 1991 pak společně s Petrem Novotným a Liborem Fafalou založili sklářskou firmu Ajeto. V roce 1990 se vrátil do Prahy, byl jmenován profesorem architektury a designu, působil na Vysoké škole uměleckoprůmyslové v Praze (VŠUP), tuto činnost ukončil v roce 1998.
V roce 1992 byl jmenován radou pro architektonický rozvoj Pražského hradu, dne 10. října 1993 pak byl jmenován do funkce hlavního architekta Pražského hradu, kde pracoval na obnově hradních interiérů až do roku 2002. Pro přítele Václava Havla vytvořil řadu artefaktů. Stal se jediným výtvarníkem, který po Josipu Plečnikovi zasáhl do architektonické a výtvarné podoby hradních interiérů: pro reprezentativní prostory Hradu pod jeho vedením vznikly unikátní lustry a další svítidla, vázy, soubory nápojového skla, skleněné součásti nábytku a další interiérové vybavení.
V roce 1999 byl jmenován profesorem architektury a designu na Univerzitě průmyslového designu ve Vídni. V roce 2004 vytvořil scénu a kostýmy pro operu Nagano. V roce 2007 vytvořil výhry pro soutěž ČT O korunu krále Karla (viz foto). V září 2008 instaloval první velkou výstavu českých umělců v čínském Pekingu. V březnu 2012 otevřel (v rámci projektu Šípek Team) novou sklárnu v Novém Boru – Studio Anežka jako jediné místo výroby svých skleněných objektů a originálního designového skla. V roce 2013 vystavoval v rámci kolekce svítidel firmy Lasvit na veletrhu Salone Internazionale del Mobile v Miláně, výstavě Tortona Design Week a veletrhu Index v Dubaji.
Žil v Praze a v letech 2005 až 2012 byl děkanem Fakulty umění a architektury Technické univerzity v Liberci. Tady založil zcela nový studijní obor „Environmental Design“.
Jeho partnerkou byla zpěvačka Leona Machálková, která mu 11. ledna 2003 v Thajsku porodila syna Artura. Od roku 2015 trpěl rakovinou slinivky a dne 13. února 2016 média oznámila jeho úmrtí.
Vážím si toho, že patřil do sboru mých poradců. Konzultoval jsem s ním nejen pohledy na českou kulturu, ale na život vůbec. Jeho smrt mě zasáhla o to více, že jsem měl shodou okolností právě dnes (14. února 2016) otevírat v Muzeu Jana Amose Komenského v Naardenu jeho výstavu. Společně s ním.
Ministr kultury Daniel Herman,  Zdroj: ČTK, 
V Bořku Šípkovi ztrácí česká kultura nejenom mezinárodně známého výtvarníka, architekta a vlastně dvorního architekta Václava Havla, ale také česká kulturní obec a přátelé Václava Havla přítele, kamaráda a člověka, který bude strašně chybět.
Ředitel Knihovny Václava Havla Michael Žantovský,  Zdroj: ČTK, 
Jeho díla je možné nalézt v mnoha stálých sbírkách světových galerií a muzeí (New York, Amsterdam, Paříž, Londýn, Soul, Bejrút, Tokio, Bangkok, Šanghaj) apod. Práce Bořka Šípka jsou ale také v soukromých sbírkách i sbírkách řady umělců, vlastní je například Mick Jagger, Bob Dylan, Karl Lagerfeld, Jean-Paul Gautier a další. Jeho návrhy využívají nejen italské značky (Driade, Alessi a jiné), ale také další světové firmy: Leitner Interier Designer, Vitra, Rosenthal, Sevres, Editions Steltman nebo Franz Wittmann Möbelwerkstätten.

## Realizované projekty

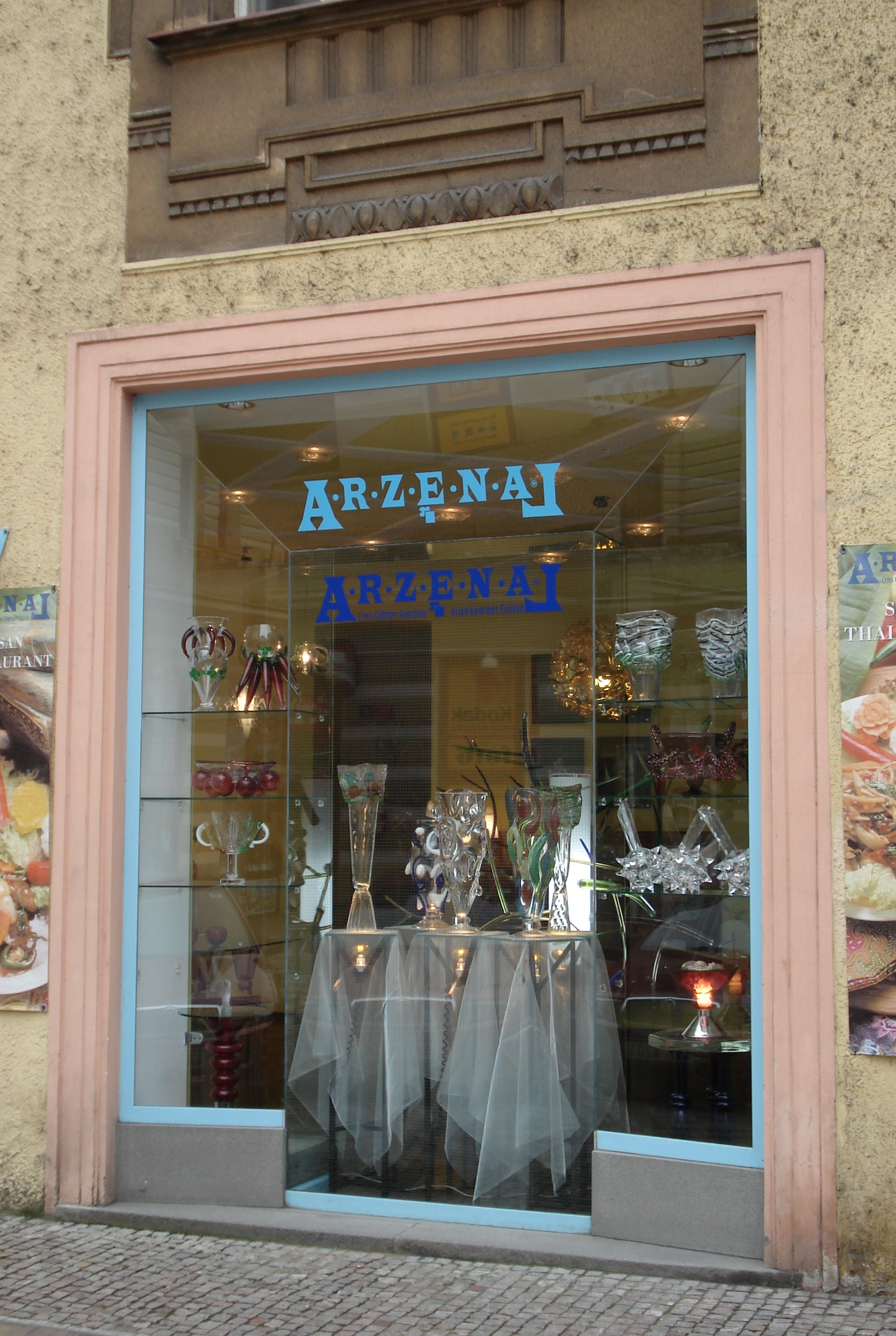
Arzenal – pražský salon designu Bořka Šípka spojený s thajskou kuchyní

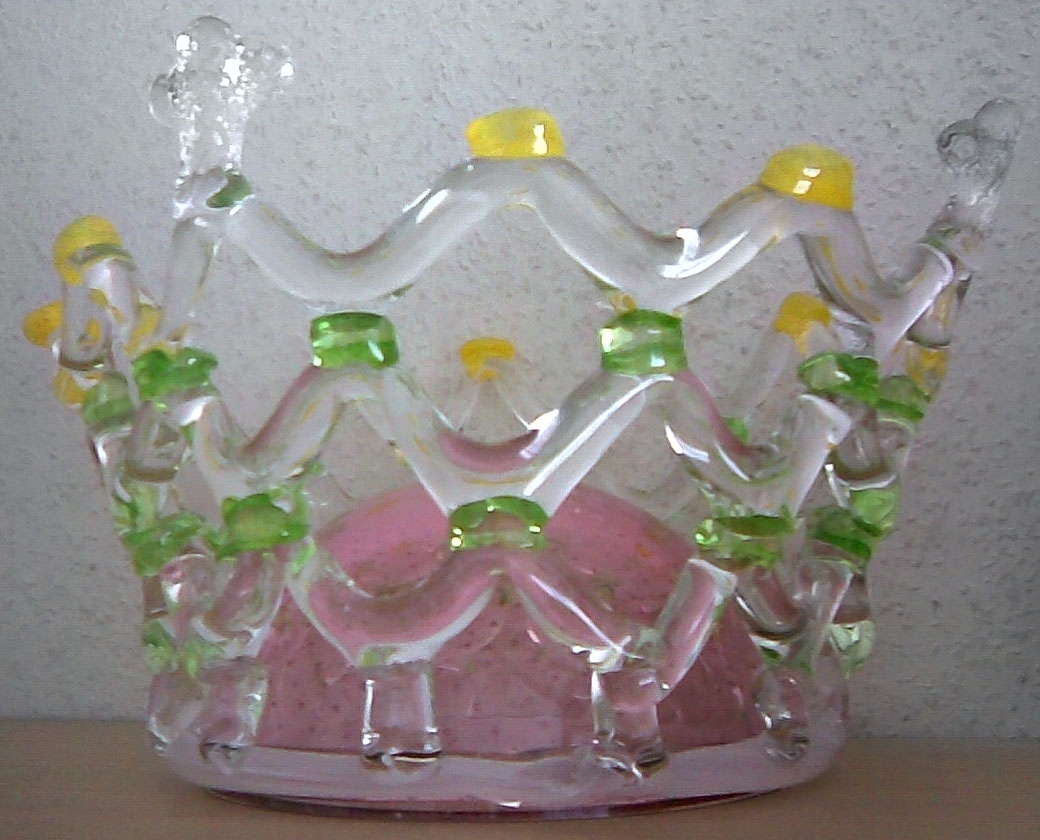
Koruna od Bořka Šípka

- nizozemské muzeum moderního umění v Den Bosch
- výstavní pavilon automobilky Škoda v německém Wolfsburgu
- japonský obchodní dům Ginza v Tokiu
- 1982 skleněný dům ("Glasshaus") v Hamburku. Navrhl jej pro svoji sestru. Návrh získal prestižní ocenění "Preis für Architektur", která se uděluje jednou za čtyři roky, vedle hlavní ceny se uděluje šest uznání, jedno z nich obdržel právě Bořek Šípek[3]
- 1982 Nizozemsko, návrh nevěstince realizovaný formou performance, divadelního představení[p 4] s názvem Tabu[5]
- 1983 Návrh židle "Bambi" (Bambi chair) – křehce vypadající ocelová židle s mosazným kováním a opěrkou zad potaženou hedvábím. (Inspirováno baletkou a choreografkou Bambi Uden.)[17]
- 1991 návrh "PCSS" stolu pro firmu Néotu, nohy tvořeny modrým sklem, plast a kování.[17]
- 1994 návrh Kyoto Opera (operní dům v Kjótu)[17]
- 1995[17] pařížské butiky Karla Lagerfelda[p 5]
- V letech 2000 a 2001 vzniklo v jeho ateliéru přibližně dvě stě skleněných objektů pro exkluzivní společenské prostory dvou nejmodernějších zámořských lodí Carnival Pride a Carnival Spirit.[3]
- 1997–2010 Restaurace Arsenal v Praze[18][19]
- Crystal Lounge – prestižní projekt na vybavení VIP prostor ruzyňského letiště[3]
- Pro zrekonstruovanou budovu opery v Bělehradu vytvořil centrální lustr, jehož parametry jsou opravdu impozantní: délka 15 metrů a šířka přibližně 3,5 metru. Tvoří jej přibližně 450 skleněných dílů.[3]
- Pamětní medaile (první, kterou Bořek Šípek v životě dělal), věnovaná Václavu Havlovi, byla veřejně představená v den třetího výročí Havlova úmrtí (18. prosince 2011).[20] Medaile má uprostřed skleněnou lupu (čočku) s červeným havlovským srdcem. Centrálním motivem je tak myšlenka: „lupa na demokracii v detailu“ (volný překlad názvu díla Macroscopium rationem popularem tuens). Na druhé straně medaile je logo Pražské křižovatky.[20] (Výtěžek z prodeje medaile bude věnován na další opravy a údržbu kostela svaté Anny v Praze na Starém Městě.) Pamětní medaile za stejným účelem vytvoří ještě Olbram Zoubek, Jiří David, Kurt Gebauer, Aleš Lamr, David Černý a Jaroslav Róna.[20] [21] [22]
- 2015 – K osmdesátým narozeninám tibetského duchovního vůdce jeho svátosti dalajlámy (* 6. července 1935) vytvořil Bořek Šípek čajový hrneček s podšálkem. Na podšálku je obraz, který na první pohled není úplně jasně rozeznatelný. [23] Hrneček má lesklý povrch, a když je postaven na podšálek odrazí se na stěně hrnku fotomotiv umístěný na vnitřní straně podšálku. Na fotomotivu je společná kompozice dvou fotografií – portrétů Václava Havla a jeho svátosti – jako odkaz jejich silného přátelství. Čajový hrnek má místo ouška srdce. To je podobné symbolu srdce, které bylo nějaký čas umístěno "nad Pražským hradem" v době, kdy byl Václav Havel prezidentem. Hrneček s podšálkem má připomínat pevné pouto mezi Českou republikou a Tibetem, Václavem Havlem a dalajlámou.[24]

### Práce pro Pražský hrad

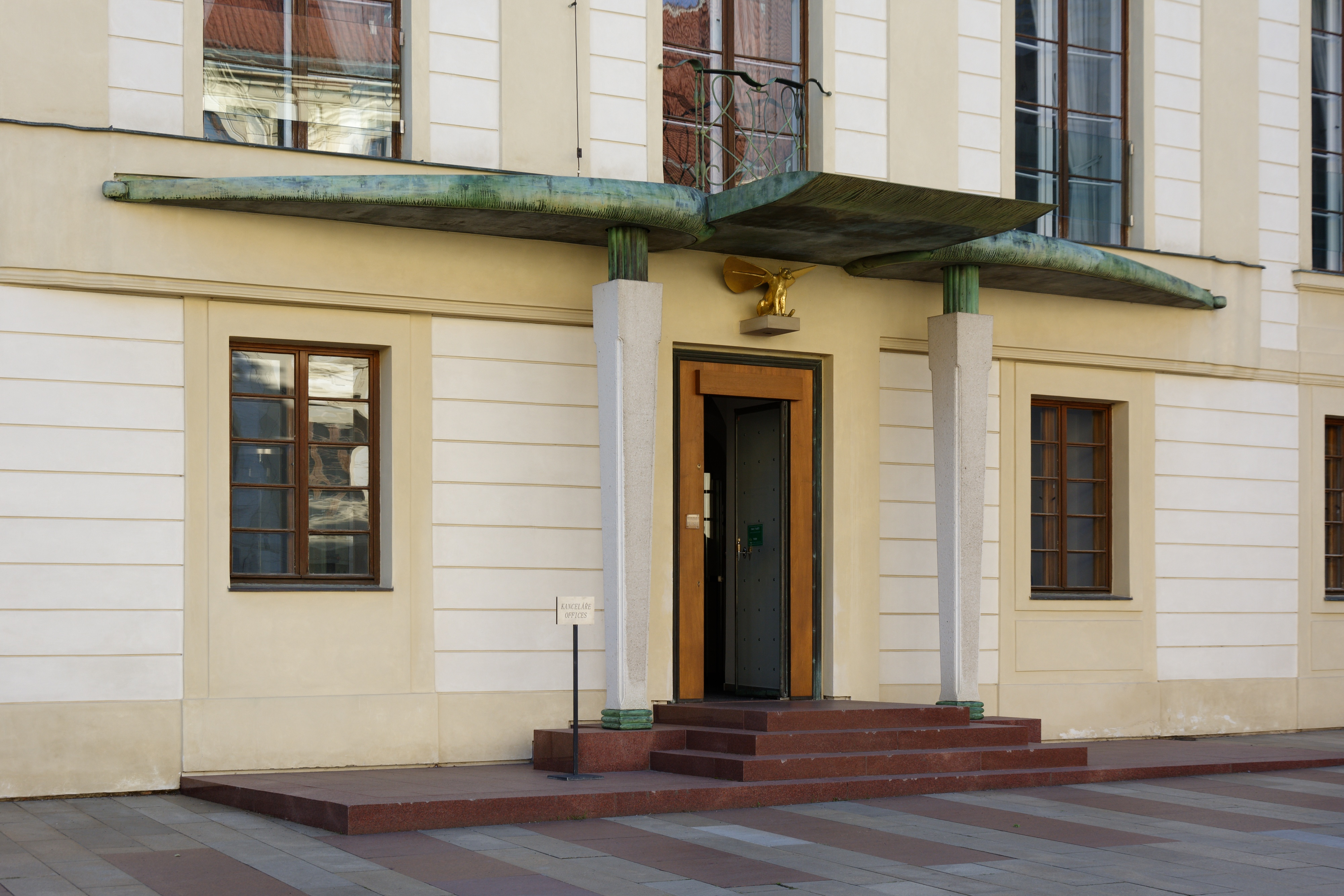
Vstup do kanceláře prezidenta republiky, druhé nádvoří Pražského hradu, 1997.

- Pracovna prezidenta Václava Havla, projekt 1993, realizace 1994
- Vstup do kanceláře prezidenta, projekt 1994, realizace 1997
- Židle pro Španělský sál, projekt 1994, realizace 1996
- Obrazárna Pražského hradu, projekt 1994, realizace 1997. Upraven byl hlavní vstup ze druhého nádvoří, severní průčelí (uzavření Plečnikových oken), toalety, mobiliář, svítidla, vykopávky bývalého kostela Panny Marie.
- Lávka přes Chotkovu silnici, projekt 1996, realizace 1998. Investorem této stavby byla Nadace Václava a Olgy Havlových.[25]
- Vstup do středního křídla Pražského hradu, projekt 1996, realizace 2002
- Šatna Španělského sálu, projekt 1996, realizace 2002
- Široká chodba, projekt 2001, realizace 2002, včetně návrhů koberců
- Dary státním návštěvám (vázy, svícny, dekorační předměty)[26]

### Lavičky Václava Havla

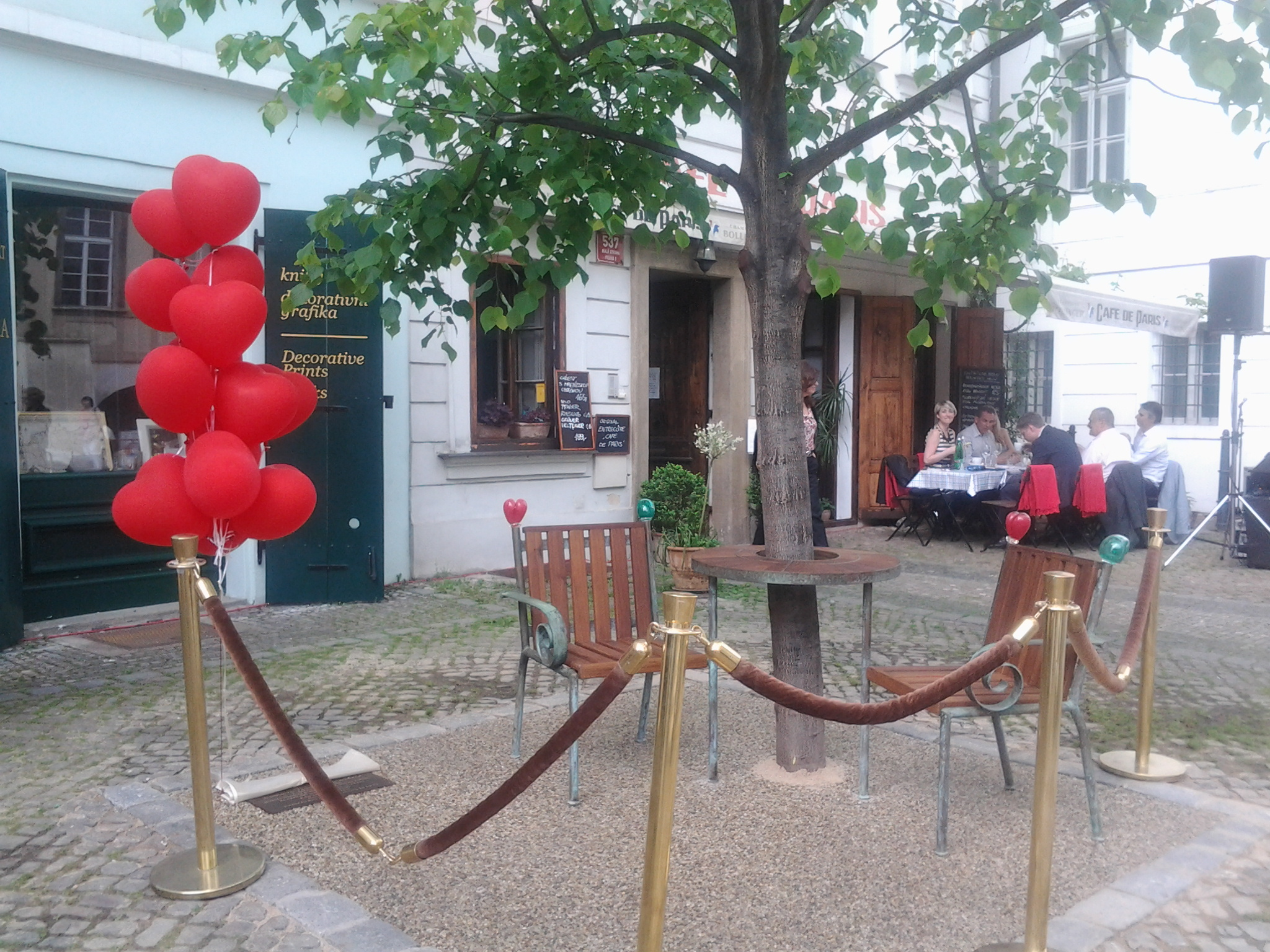
Lavička Václava Havla v Praze

- 2013–2014 Projekt Havel's Place (Celosvětový projekt sítě veřejných míst pro demokratický dialog) – pamětní místo vzpomínek na Václava Havla. Venkovní instalace má podobu dvou křesílek (židlí) postavených u malého kulatého stolku jehož středem prorůstá živý strom. Celek symbolizuje místo k setkávání, přemýšlení a diskutování v duchu ideálů a životních postojů Václava Havla. První dva takovéto pomníky jsou již instalovány ve Washingtonu na Georgetownské univerzitě a v irském Dublinu, třetí je v parku de la Ciutadella nedaleko sídla katalánského parlamentu v Barceloně.[27][28]
- 1. května 2014 Na pražském Maltézském náměstí nedaleko parku Kampa byla odhalena lavička Václava Havla. Prvními, kdo do dvou židlí usedli, byla Havlova druhá žena Dagmar a autor podoby lavičky Bořek Šípek. Otevření se zúčastnili mnozí Havlovi blízcí a přátelé: Ladislav Špaček, Martin Bursík, Dana Němcová, Jiřina Šiklová, ředitel Národního divadla Jan Burian, ředitelka Galerie hlavního města Prahy Magdalena Juříková, ministr kultury Daniel Herman či pražský primátor Tomáš Hudeček.[29][30]
- 11. června 2014 byla v kampusu Jihočeské univerzity (mezi budovou rektorátu a aulou) slavnostně odhalena lavička Václava Havla. České Budějovice se tak staly pátým místem na světě s lavičkou Václava Havla. Dalším místem, kde by měla být instalována příští lavička Václava Havla bude Oxfordská univerzita ve Velké Británii. Vytváření pamětních míst koordinuje Knihovna Václava Havla. [31]
- 4. října 2014 byla (v 11 hodin dopoledne) před kavárnou Městské knihovny v Hradci Králové slavnostně odhalena Lavička Václava Havla. [32]
- 30. října 2014 byla v Šafaříkových sadech (v sadovém okruhu kolem historického centra) v Plzni slavnostně odhalena Lavička Václava Havla. [33]
- Dne 6. listopadu 2014 byla v rámci tzv. Sametového dne (Velvet Day) ve veřejně přístupném univerzitním parku v Oxfordu slavnostně odhalena lavička Václava Havla. Slavnostní ceremonie odhalení lavičky se zúčastnil místopředseda české vlády Pavel Bělobrádek i rektor Oxfordské univerzity Andrew Hamilton. [34]

## Ocenění
- 1983 Německá Cena za architekturu (Honourable Mention for the German Architecture Price[35])
- 1989 holandská cena Kho Liang le Prize za design[35]
- 1991 Rytíř umění a literatury Francouzské republiky (jmenování La Croix Chevalier dans lordre des Arts et Lettres francouzskou vládou[35])
- 1993 Cena za užité umění a architekturu prince Bernharda (Prince Bernhard Fonds Prize[35])
- 2005 cena Talent De L'Originalite – Le Sommet du Luxe et de la Creation[35]

## Zastoupení ve sbírkách umění (výběr)
- Moravská galerie Brno
- Muzeum umění a designu Benešov
- Uměleckoprůmyslové muzeum Praha